# 泥桿兒
泥桿兒（英語：Puddleglum）是英國作家C·S·路易斯所著奇幻小說《納尼亞傳奇》系列中的虛構人物，主要在《銀椅》一集登場。納尼亞的沼澤族人，性格悲觀，凡事總往壞處想；他充當尤斯提與姬兒兩人的嚮導。

## 人物描述
泥桿兒被描述為表情嚴肅，面頰削瘦、又長又窄，戴著一頂尖尖的高帽，其綠灰色的頭髮披散在兩側的耳朵上，手跟腳像青蛙腿一樣有蹼。他也會抽菸斗。
來自我們世界的孩子尤斯提·史瓜和姬兒·波爾進入了納尼亞，被獅王亞斯藍賦予尋找失蹤王子瑞里安的任務，他們前往納尼亞北方的沼澤區，說服泥桿兒作為嚮導與他們同行。於是泥桿兒與孩子們歷經了一場冒險，女巫綠衣女士將他們引到在巨人族居住的哈方城，三人在那裡差點就被巨人在祭典上吃掉，根據巨人的食譜，沼澤族人「肉質多筋，且有土味」。
隨後泥桿兒與孩子們進入綠衣女士與瑞里安王子所在的「下界」（位於納尼亞地底深處），成功解除了綠衣女士對瑞里安下的魔咒。綠衣女士聞訊趕來，彈奏樂器試圖讓四人被魔咒迷惑，泥桿兒努力抗拒魔咒，且用他的大腳踩熄爐火，使其他三人腦子更加清醒，並且向女巫當面表示自己是亞斯藍的忠實支持者。綠衣女士化身為蛇要攻擊他們，泥桿兒與尤斯提、瑞里安合力將其殺死，他們終究逃離了下界並回到納尼亞。一隻名叫「雲生」的人馬醫治泥桿兒被嚴重燙傷的腳。完成任務的尤斯提與姬兒向泥桿兒道別，說他是最好的朋友。
在《最後的戰役》中泥桿兒也有短暫出現。

## 原型
泥桿兒在現實中的原型是作者C·S·路易斯住處窯屋的園丁弗萊德·帕克斯福德。帕克斯佛德性格較為悲觀，有種神經質似的節儉，並且常在工作時大聲唱歌:286:172。

## 改編
在英國廣播公司製作的電視劇《銀椅》中，泥桿兒由湯姆·貝克飾演。

## 延伸閱讀
- Duriez, Colin, , InterVarsity Press, 2004, ISBN 0-8308-3207-6
- Ford, Paul F., , SanFrancisco: Harper, 2005, ISBN 0-06-079127-6
- Lovell, Steven, , Gregory Bassham and Jerry L. Walls  (编), , Chicago: Open Court, 2005, ISBN 0-8126-9588-7
- Wagner, Richard J., , For Dummies, 2005, ISBN 0-7645-8381-6